# Elissa Slotkin
Elissa Slotkin est une femme politique américaine née le 10 juillet 1976 à New York. Membre du Parti démocrate, elle est élue pour représenter le Michigan à la Chambre des représentants des États-Unis en novembre 2018. Elle est sénatrice du Michigan depuis 2025.

## Biographie

### Jeunesse et carrière professionnelle
Elissa Slotkin grandit dans le comté d'Oakland dans le Michigan. Elle étudie à l'université Cornell puis à l'université Columbia, dont elle sort diplômée en 2003.
Après ses études, elle devient analyste pour la CIA. Parlant couramment l'arabe, elle sert notamment en Irak. Elle travaille pour le directeur du renseignement national (2005-2006) puis le Conseil de sécurité nationale (2007-2009) sous George W. Bush, et pour le département d'État (2009-2011) et le département de la Défense (2011-2017) sous Barack Obama.
En 2017, Elissa Slotkin retourne dans le Michigan, dans la ferme familiale de Holly.

### Représentante des États-Unis
Lors des élections de mi-mandat de 2018, elle se présente à la Chambre des représentants des États-Unis dans le 8e district du Michigan, qui s'étend de Lansing au nord du comté d'Oakland, face au républicain sortant Mike Bishop. Elle remporte la primaire démocrate avec plus de 70 % des suffrages face à Chris Smith. Bien que la circonscription ait donné 7 points d'avance à Donald Trump en 2016, le président y est impopulaire. Durant la campagne, elle attaque principalement Bishop pour son vote en faveur de l'abrogation de l'Obamacare, faisant diffuser des publicités où elle parle du cancer de sa mère et des problèmes de celle-ci à trouver une assurance santé. Elle lève plus de 6 millions de dollars, deux fois plus que Bishop. Alors que Bishop a été réélu avec 17 points d'avance deux ans plus tôt, l'élection devient serrée. Elissa Slotkin est finalement élue représentante des États-Unis avec 50,6 % des voix contre 46,8 % pour le sortant, portée par ses bons résultats dans le comté d'Ingham.
Dans le contexte des tensions américano-iraniennes, elle fait adopter par la Chambre des représentants une résolution visant à limiter les pouvoirs de Donald Trump à entrer en guerre contre l'Iran sans l'accord du Congrès.
Dans le cadre des élections de 2022, elle reçoit le soutien de sa collègue républicaine Liz Cheney qui vient faire campagne dans son district à ses côtés. Elle est réélue avec 51,7 % des voix face à Tom Barrett.
En février 2023, elle annonce sa candidature à l'élection sénatoriale de 2024 dans le Michigan pour remplacer la démocrate Debbie Stabenow, non candidate à sa réélection. En juin 2024, elle remporte la primaire démocrate avec 76 % des voix contre l'acteur Hill Harper. Elle remporte sur le fil l'élection générale contre le républicain Mike Rogers.

## Positions politiques
Elissa Slotkin est considérée comme une démocrate modérée,. Elle fait partie du caucus bipartisan Problem Solvers Caucus (en).